# Tachygerris florianae
Tachygerris florianae – gatunek nawodnych pluskwiaków różnoskrzydłych z rodziny nartnikowatych i podrodziny Gerrinae.

## Taksonomia
Gatunek ten opisany został po raz pierwszy w 2017 roku przez Silvię P. Mondragón-F., Fredy’ego Molano i Irinę Morales. Jako miejsce typowe wskazano Quebrada Mochilerito w kolumbijskim departamencie Caquetá. Epitet gatunkowy nadano na cześć Carly F.B. Floriano, w podziękowaniu za wsparcie badań nad pluskwiakami półwodnymi krainy neotropikalnej.

## Morfologia
Samiec osiąga 7,1 mm, zaś samica 7,7 mm długości ciała. Głowa u samca jest brązowa z dwoma podłużnymi kropkami barwy ciemnobrązowej między oczami złożonymi. U samicy głowa jest z wierzchu żółta z kropkami między oczami o barwie jasnobrązowej. Czułki są brązowe z wyjątkiem członu ostatniego, który u samca ma żółty wierzchołek, a u samicy jest cały ciemnobrązowy. Tułów ma na mezopleurach po trzy podłużne paski ciemnobrązowej barwy. Półpokrywy są ciemnobrązowe ze złotym owłosieniem na brzegach przednim i nasadowym. Panewki bioder środkowej i tylnej pary odnóży mają drobne łatki srebrzystego owłosienia. Odnóża są brązowe z ciemnobrązowymi stopami i wierzchołkami goleni. Przednie uda samca są u nasady lekko zakrzywione, a w ⅓ długości mają ciemno owłosiony guzek. Odwłok samca ma tergity czarne z ciemnopomarańczowym nakrapianiem, a listewki brzeżne początkowo ciemne, stopniowo przechodzące w ciemną żółć. U samicy tergity drugi i trzeci są czarne, czwarty i piąty jaśniejsze, zaś pozostałe jasnożółte; barwa listewki brzeżnej odpowiada barwie tergitu danego segmentu. Siódmy sternit u samicy ma wierzchołek silnie wyciągnięty ku tyłowi i zaokrąglony. Kolce listewki brzeżnej u samicy są spiczaste i nie osiągają wierzchołka siódmego sternitu. Genitalia samca cechują się prawie owalnym pygoforem z długimi szczecinkami w częściach tylno-bocznych i zaokrąglonym ząbkiem na krawędzi grzbietowej. Kształt proktigera jest prawie kwadratowy z zaokrąglonym wierzchołkiem. We wezyce znajdują się: skleryt nasadowy z trzema wierzchołkami, skleryt grzbietowy podzielony brzuszno-szczytowo na dwa ramiona oraz dwa długie i wąskie skleryty boczne.

## Rozprzestrzenienie
Owad neotropikalny, endemiczny dla kolumbijskiej części Puszczy Amazońskiej. Znany jest z departamentów Caquetá, Cauca, Putumayo i Vaupés. Spotykany był na wysokości około 200 m n.p.m.